# Miley Cyrus

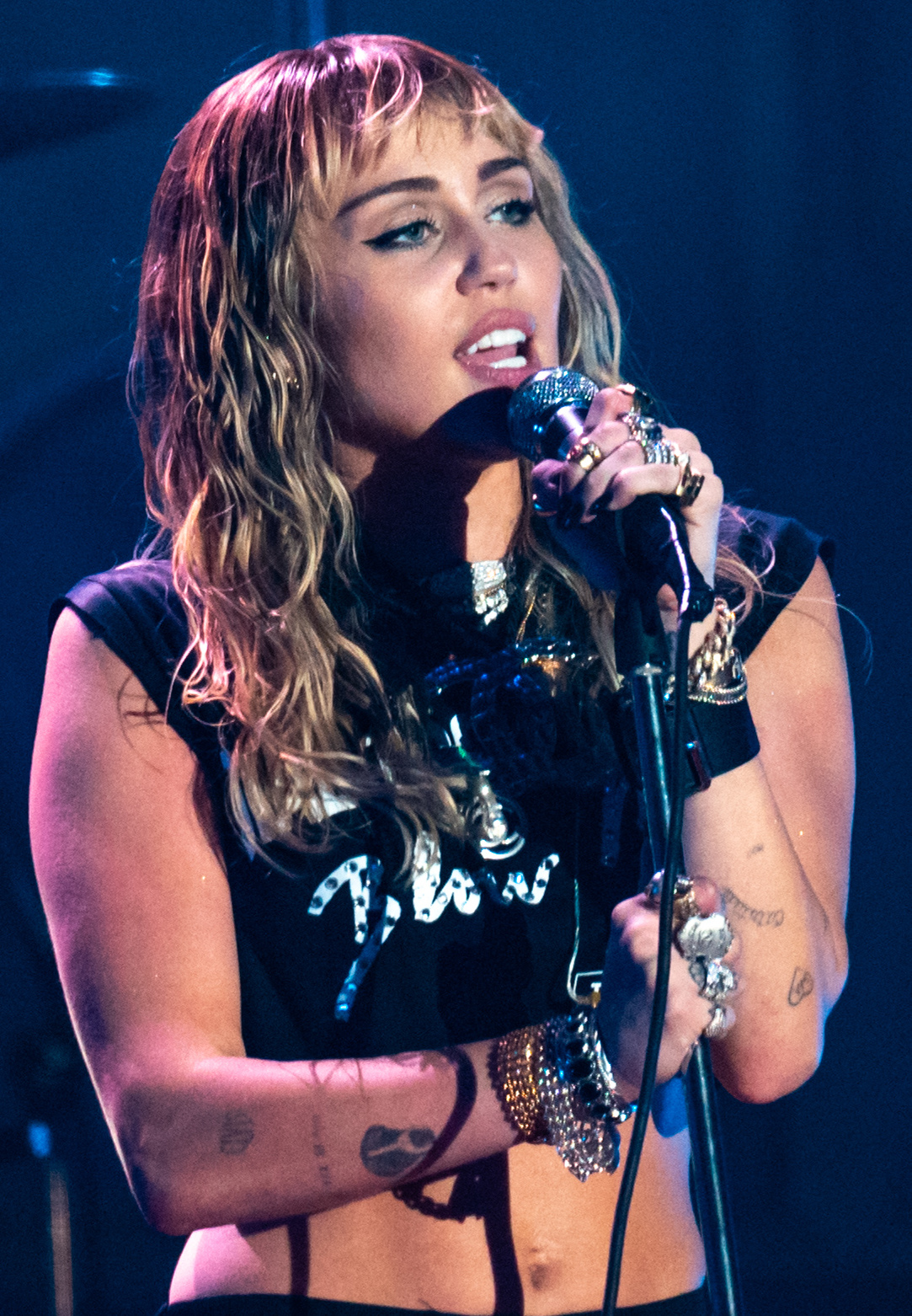
Miley Cyrus (2019)

Miley Cyrus’ Unterschrift

Miley Ray Cyrus (* 23. November 1992 in Franklin, Tennessee als Destiny Hope Cyrus) ist eine US-amerikanische Sängerin und Schauspielerin. Ihren Durchbruch hatte sie 2006 mit der Disney-Fernsehserie Hannah Montana, in der sie die Hauptrolle spielte. Sie hat rund 100 Millionen Tonträger verkauft und belegte mit drei Studioalben Platz eins der Charts.
Miley Cyrus zählt mit über 212 Millionen Instagram-Followern zu den einflussreichsten Persönlichkeiten der Popkultur. Sie hat sechs Nummer-1-Alben, darunter das 2013 für einen Grammy nominierte „Bangerz“, das in den USA dreifach Platin erhielt. Zudem spielte sie fünf ausverkaufte Welttourneen. Im November 2020 erschien ihr siebtes Studioalbum „Plastic Hearts“, das Platz 1 der Billboard Charts Top Rock Albums erreichte und ihr sechstes Nummer-1-Album ist. Damit hält sie den Rekord für die meisten Top-10-Albumdebüts von Künstlerinnen in diesem Jahrhundert.

## Leben

### Kindheit und Jugend
Miley Cyrus wurde 1992 in Franklin, Tennessee, als Tochter des Country-Musikers Billy Ray Cyrus und der Filmproduzentin „Tish“ Finley unter dem Namen Destiny Hope Cyrus geboren.
Ihre Eltern heirateten im Dezember 1993. Miley Cyrus hat mit Braison Cyrus (* 1994) und Noah Cyrus (* 2000) zwei jüngere Geschwister. Außerdem hat sie mit Brandi Cyrus (* 1987) und Trace Cyrus (* 1989) zwei ältere Halbgeschwister, die aus einer früheren Beziehung ihrer Mutter stammen. Ihr Vater hat noch einen 1992 geborenen Sohn, der bei seiner Mutter in South Carolina lebt. Ihre Patentante ist Dolly Parton.
Als Kleinkind bekam Cyrus den Spitznamen Smiley, da sie oft gelächelt habe. Aus Smiley wurde nach einiger Zeit Miley. Im Januar 2008 änderte sie ihren Namen offiziell von Destiny Hope Cyrus zu Miley Ray Cyrus. Den Mittelnamen Ray nahm sie laut ihrem Vater zu Ehren ihres Großvaters, des Politikers der Demokraten Ronald Ray Cyrus, an. Ihren Geburtsnamen Destiny Hope (englisch, Schicksal Hoffnung) erhielt sie, weil ihre Eltern der Meinung waren, Cyrus werde in ihrem Leben Großartiges erreichen.
Cyrus wuchs in Tennessee auf der Farm ihrer Eltern in Thompson’s Station auf und besuchte dort die Heritage Elementary/Middle School. Während ihrer Grundschulzeit war sie im Cheerleader-Team der TennesseeAllstars aktiv. Seit 2005 lebt sie mit ihrer Familie überwiegend in Toluca Lake, einem Stadtteil von Los Angeles, wo diese ein Haus besitzt. Cyrus ist christlich aufgewachsen und wurde 2005 in einer Kirche der Southern Baptist Convention getauft. Sie ging regelmäßig in die Kirche und trug einen Purity Ring, der für sexuelle Enthaltsamkeit vor der Ehe steht.
Im Februar 2008 veröffentlichte Cyrus zusammen mit der Background-Tänzerin Mandy Jiroux bei YouTube einige Videos mit dem Titel The Miley and Mandy Show, die mehrere Millionen Mal abgerufen wurden. Im März 2009 veröffentlichte sie ihre Biografie mit dem Titel Miles to Go.

### Privatleben
Von Juni 2006 bis Dezember 2007 war Cyrus mit Nick Jonas liiert. Im Juni 2009 trennte sie sich nach neun Monaten von dem Model und Musiker Justin Gaston. Ab Spätsommer 2009 führte sie mit dem Schauspieler Liam Hemsworth eine Beziehung, den sie bei den Dreharbeiten des Films Mit Dir an meiner Seite kennengelernt hatte. Im Mai 2012 verlobten sie sich, trennten sich später aber wieder.
Nach einer kurzen Beziehung mit Patrick Schwarzenegger von Ende 2014 bis Mitte 2015 wurde im Januar 2016 bestätigt, dass Miley erneut mit Hemsworth zusammen sei. Im Dezember 2018 heirateten sie. Seitdem trägt sie offiziell den Namen Miley Ray Hemsworth, nutzt als Bühnennamen jedoch weiter Miley Cyrus. Cyrus und Hemsworth gaben im August 2019 ihre erneute Trennung bekannt. Von Oktober 2019 bis August 2020 war sie mit Cody Simpson liiert. Seit 2021 ist Cyrus mit dem Musiker Maxx Morando liiert, der als Produzent an ihren Alben Attention: Miley Live und Endless Summer Vacation mitwirkte.
2015 erklärte Cyrus in einem Interview mit dem Magazin Time, sie mache sich nichts aus den Begriffen „boy and girl“ (deutsch etwa „Junge und Mädchen“) und identifiziere sich als genderfluid, eine Form nichtbinärer Geschlechtsidentität, auch wenn das auch nicht perfekt sei.

### Essgewohnheiten
Cyrus lebte von 2013 bis 2019 vegan und warb für diesen Lebensstil. 2015 wurde sie von PETA zur „Sexiest Vegetarian“ gewählt. 2018 brachte sie zusammen mit Converse eine vegane Modelinie heraus. 2022 teilte sie mit, dass sie sich nun pescetarisch ernähre.

## Karriere

### Der Anfang (2001–2005)
2001 und in den folgenden vier Jahren zog Cyrus’ Familie für jeweils ein paar Monate ins kanadische Toronto, da ihr Vater dort die Fernsehserie Doc drehte. Nachdem sie 2001 das Musical Mamma Mia! gesehen hatte, sagte sie zu ihrem Vater: „Das ist es, was ich tun will. Ich will Schauspielerin sein.“ Daraufhin nahm sie Schauspiel- und Gesangsunterricht. Miley Cyrus’ hatte ihre erste Rolle in der Serie Doc, in der sie ein Mädchen namens Kylie spielte. In ihrer zweiten Rolle spielte sie die Ruthie im Film Big Fish, bei dem Tim Burton Regie führte. Im Abspann wurde sie damals als Destiny Cyrus aufgeführt.
Im Alter von elf Jahren beteiligte sich Cyrus an einem Casting der Fernsehserie Hannah Montana des Kindersenders Disney Channel. Sie sendete der zuständigen Produktion ein Filmband, auf dem sie für die Rolle der besten Freundin der Hauptfigur der Serie vorsprach. Als Antwort bekam sie einen Anruf, wonach sie sich für die Hauptrolle der Chloe Stewart bewerben sollte. Nachdem sie weitere Bänder geschickt hatte und für weitere Vorsprechen in Hollywood gewesen war, bekam sie die Nachricht, dass sie zu jung und zu klein für die Rolle sei.
Ihre Beharrlichkeit und ihre Begabung, zu singen und zu schauspielern, führten aber dazu, dass die Produzenten der Serie sie erneut einluden. Daraufhin bekam Cyrus im Alter von zwölf Jahren die Rolle, die nun in Miley Stewart umbenannt wurde. Gary Marsh, Vorsitzender des Disney Channels im Bereich Entertainment, sagte, er habe in Cyrus ein Mädchen gesehen, das eine „natürliche Überschwänglichkeit“ besitze. Zur selben Zeit sprach Cyrus auch für die weibliche Hauptrolle im Film Die Abenteuer von Sharkboy und Lavagirl in 3-D vor. Diese nahm Cyrus jedoch nicht wahr, weil sie sich für die Serie Hannah Montana entschied.
Als die Filmkarriere von Miley Cyrus begann, trafen ihre Eltern Entscheidungen bezüglich der Repräsentation ihrer Tochter; so unterschrieben sie Verträge mit Mitchell Gossett, Direktor der Jugendabteilung der Cunningham Escott Slevin Doherty. Gossett, der Cyrus’ Vorsprechen für Hannah Montana organisierte, gilt als ihr Entdecker.
Für ihre Musikkarriere unterschrieben ihre Eltern einen Vertrag bei der Morey Management Group. Den Rat dazu gab ihnen Dolly Parton. Für Cyrus’ Finanzen ist der Manager ihres Vaters Billy Ray Cyrus zuständig, ihre Mutter ist Ko-Managerin. Für ihre Schulbildung arbeitete Cyrus mit Options for Youth Charter Schools zusammen, sie bekam seither Einzelunterricht am Set von Hannah Montana.

### Durchbruch mit Hannah Montana (2006–2007)

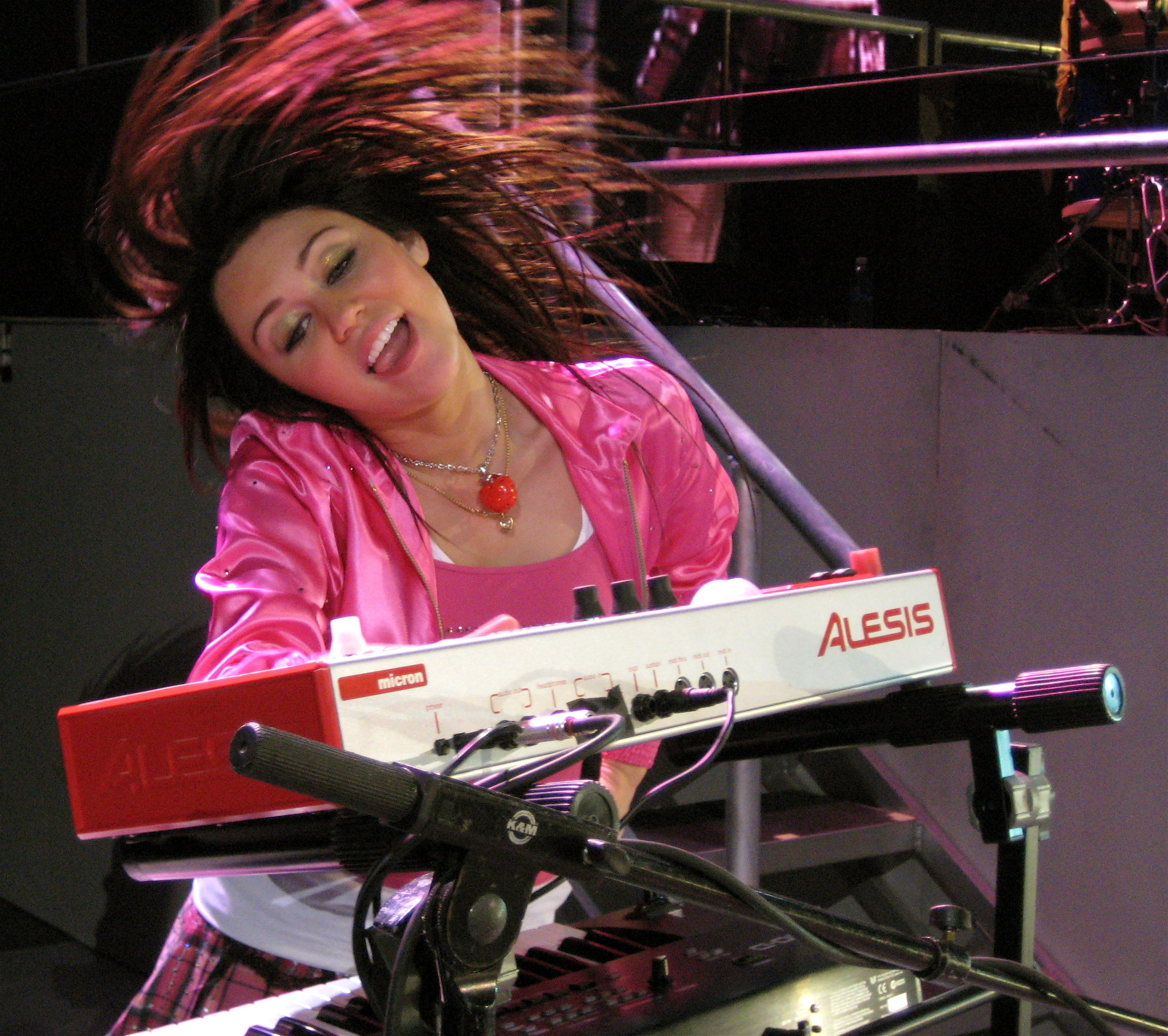
Miley Cyrus, 2007

Im März 2006 wurde vom amerikanischen Disney Channel die erste Episode von Hannah Montana ausgestrahlt. Diese erste Folge hatte die meisten Zuschauer, die eine Fernsehserie dieses Senders jemals erreicht hat. Bald darauf wurde die Serie eine der erfolgreichsten und beliebtesten des gesamten Kabelfernsehens und erreichte überdurchschnittlich gute Quoten. Sie bekam den Status eines Teenager-Idols und wurde als größter Kinderstar der Welt und weltweites Phänomen bezeichnet. Zudem wurde sie die erste Person überhaupt, die mit der Walt Disney Company Verträge für Fernsehen, Film, Musik und andere Marketingprodukte hatte. Im März 2006 veröffentlichte Cyrus ihr erstes Lied, das unter ihrem Seriennamen Hannah Montana erschien und das Titellied zur Serie war.
Die erste Veröffentlichung unter ihrem Namen Miley Cyrus erschien im April 2006. Das Lied Zip-a-Dee-Doo-Dah erschien auf dem Album Disneymania 4. Im Oktober wurde der Soundtrack zur ersten Staffel der Serie Hannah Montana veröffentlicht, der Platz eins in den Billboard-Charts erreichte. In den USA verkaufte sich das Album 3,7 Millionen Mal. In Deutschland erfolgte die deutschsprachige Erstausstrahlung im Free-TV im September 2007 bei Super RTL.
Cyrus, die einen auf vier Alben ausgelegten Plattenvertrag mit Hollywood Records, einer Plattenfirma der Walt Disney Company, unterschrieben hatte, veröffentlichte im Juni 2007 eine Doppel-CD mit dem Namen Hannah Montana 2: Meet Miley Cyrus. Dabei dient die erste CD Hannah Montana 2 als Soundtrack zur zweiten Staffel der Serie. Die zweite CD Meet Miley Cyrus wurde Cyrus selbst zugeschrieben und war das erste Studioalbum der Sängerin. Das Album war ähnlich erfolgreich wie sein Vorgänger und erreichte ebenfalls Platz eins in den USA, auch in Deutschland konnte es sich in den Charts platzieren. Nach der Veröffentlichung ging Cyrus auf Tournee. Während dieser Tournee, bei der unter anderem die Jonas Brothers die Show eröffneten, sang sie Lieder der Hannah-Montana-Alben und auch Titel ihres Debütalbums.

### Zweites Studioalbum und Kinofilme (2008–2009)

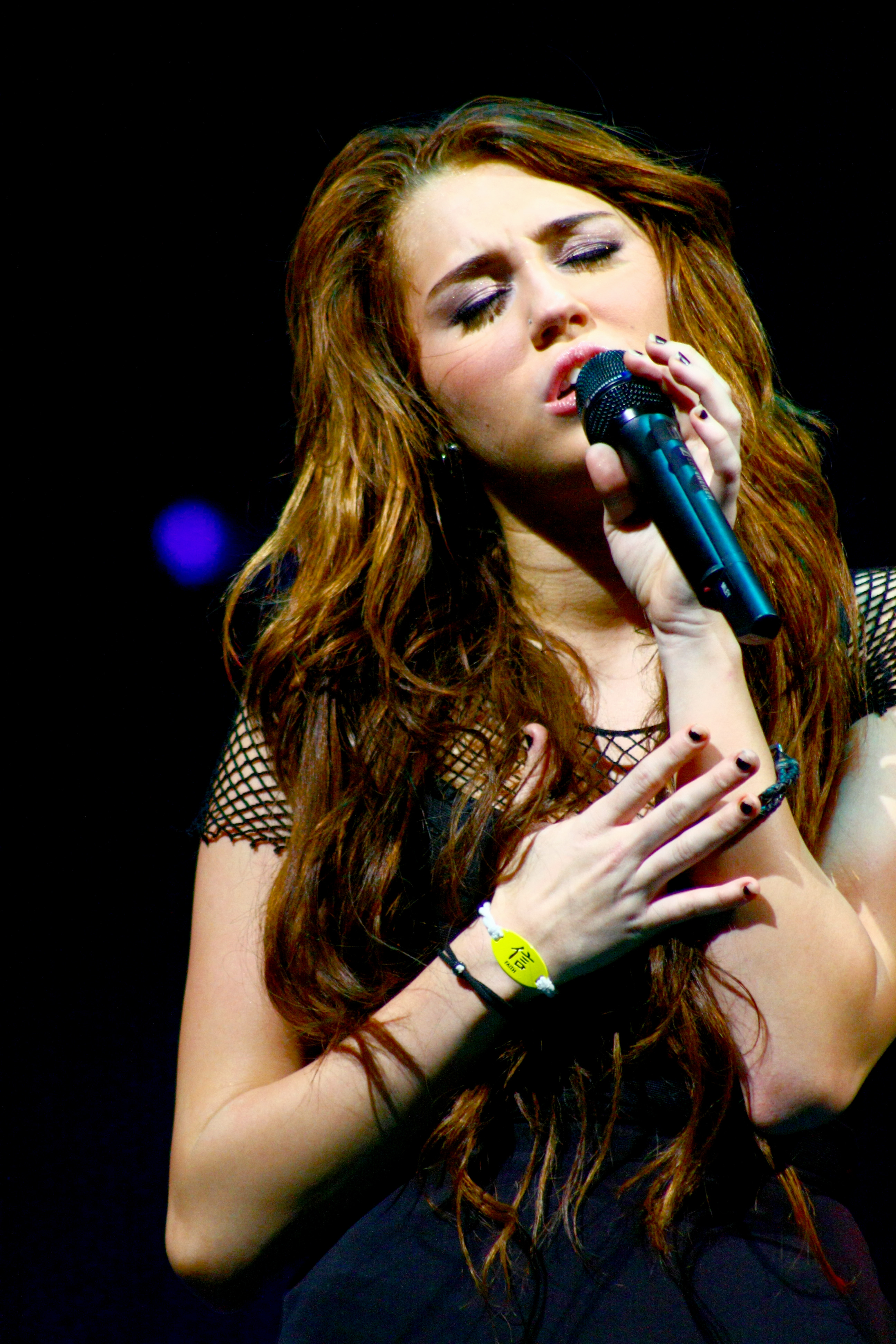
Miley Cyrus, 2008

Nachdem Cyrus im Januar 2008 ihre erste Tournee beendet hatte, lief ab Februar für nur eine Woche in den USA eine 3D-Kino-Dokumentation unter dem Namen Hannah Montana & Miley Cyrus: Best of Both Worlds Concert über diese Tournee im Kino. Der Film wurde ein Erfolg und spielte weltweit 70 Millionen Dollar ein. Der Soundtrack zum Kinofilm wurde im März unter dem Titel Best of Both Worlds Concert veröffentlicht und konnte Platz drei der US-Hitparade erreichen. Im Juli 2008 veröffentlichte Cyrus ihr zweites Studioalbum mit dem Titel Breakout, das Platz eins in den USA und Rang 16 in Deutschland erreichte.
Im November 2008 lief in den USA der Film Bolt – Ein Hund für alle Fälle im Kino, in dem Cyrus dem Mädchen Penny ihre Stimme lieh. Seit 2008, als die Vorproduktion des Filmes Mit Dir an meiner Seite startete und Cyrus für das Projekt verpflichtet wurde, begann sie, ihr Image zu verändern. Cyrus sagte damals, es sei ihr wichtig, auch ernstere Projekte wahrzunehmen und dass sie Gesang und Schauspiel trennen wolle. Hannah Montana – Der Film startete im April 2009 in den US-Kinos. Der Soundtrack zum Kinofilm erreichte Platz eins der Billboard-Charts sowie Platz sechs in Deutschland und Platz eins in Österreich.
Disney Channel, der die Serie Hannah Montana ausstrahlt, hatte eine Option für eine vierte Staffel gezogen, sodass Cyrus an die Serie gebunden war. Im Juli 2009 erschien der Soundtrack zur dritten Staffel der Serie, der erstmals nicht Rang eins, sondern Platz zwei in den USA erreichte. Von September bis Dezember 2009 war Cyrus mit der Wonder World Tour auf Tournee.

### Can’t Be Tamed, Ende von Hannah Montana und Fokus auf Film (2010–2011)

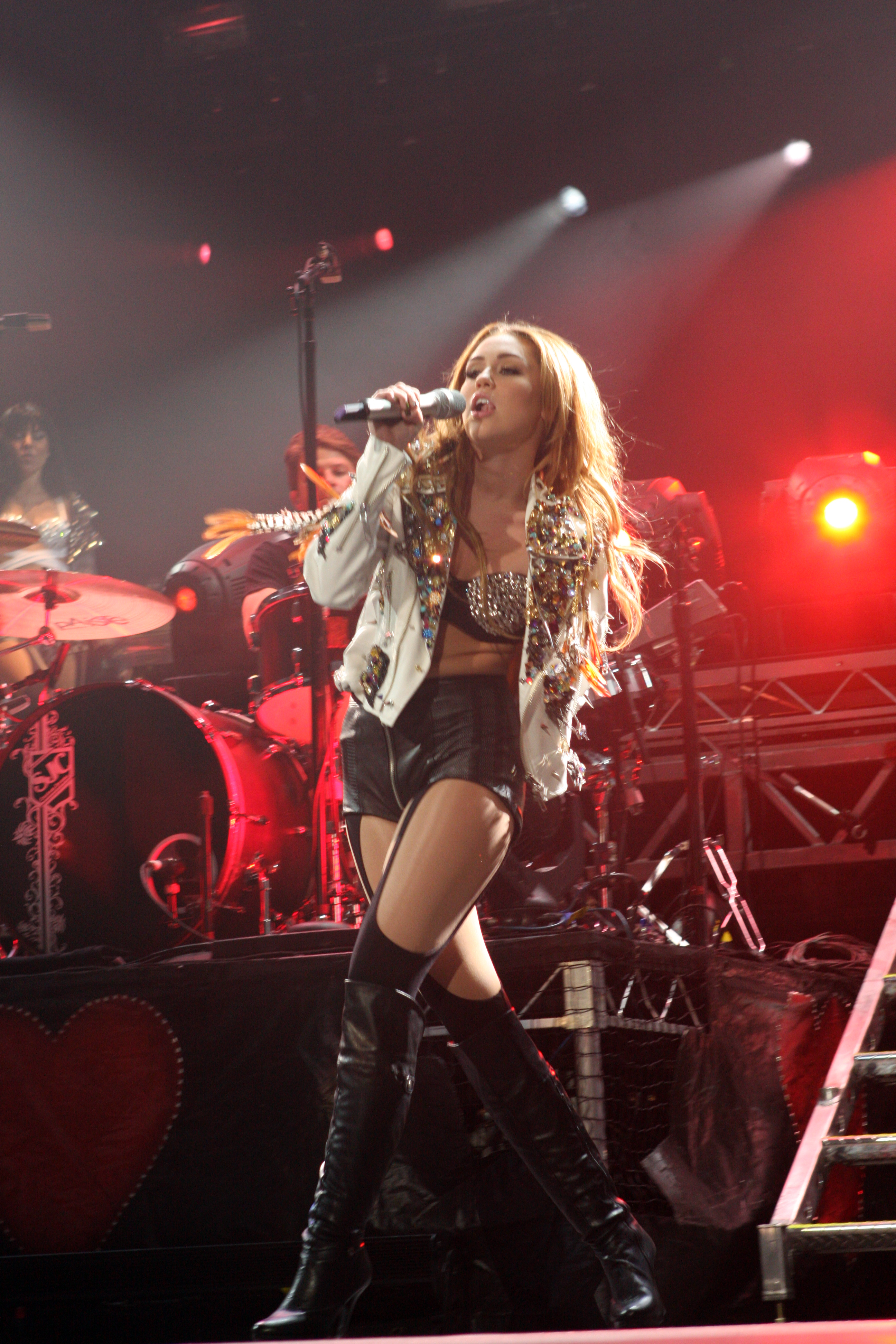
Miley Cyrus, 2011

Im Januar begann die Produktion der vierten und letzten Staffel der Serie Hannah Montana. Nach dem Erdbeben in Haiti 2010 war sie an den Liedern We Are the World 25 for Haiti und Everybody Hurts beteiligt. Die aus den Veröffentlichungen resultierenden Einnahmen gingen an Hilfsorganisationen zugunsten der Opfer des Erdbebens. Im März lief der Film Mit dir an meiner Seite im Kino, der weltweit circa 90 Millionen Dollar einspielte. Der Film war ihr erster außerhalb des Serienuniversums von Hannah Montana.
Im Juni erschien ihr drittes Studioalbum Can’t Be Tamed, das durch einen deutlich veränderten Musikstil auffiel. Es erreichte Platz drei in den USA und Rang vier in Deutschland. Es war, obwohl erstmals eines ihrer Alben in den USA nicht auf Platz eins stand, in Europa deutlich erfolgreicher als ihre vorangegangenen Veröffentlichungen. Von Juli 2010 bis Januar 2011 wurde die letzte Staffel der Serie Hannah Montana ausgestrahlt.
Ende 2010 wirkte sie in dem Kinofilm LOL: Laughing Out Loud mit, einem Remake des gleichnamigen französischen Filmes. Im Dezember 2010 begann sie mit den Dreharbeiten für den Film So Undercover. Im März 2011 hatte Cyrus einen Hosting/Sketche-Auftritt in Saturday Night Live (Staffel 36, Folge 16), in dem sie unter anderem Lindsay Lohan und Justin Bieber parodierte. Im April 2011 begann dann ihre Gypsy Heart Tour, die durch Südamerika, Asien, Mittelamerika und Australien führte.

### Rückkehr zur Musik (2012–2013)
Im Januar 2012 wurde das Album Chimes of Freedom: Songs of Bob Dylan Honoring 50 Years of Amnesty International veröffentlicht, das Coverversionen von Bob-Dylan-Songs beinhaltet. Die Einnahmen aus der Veröffentlichung kommen der Menschenrechtsorganisation Amnesty International zugute. Cyrus steuerte das Lied You’re Gonna Make Me Lonesome When You Go bei, wobei die Originalversion auf dem Studioalbum Blood on the Tracks zu finden ist.
In der zehnten Staffel der Comedyserie Two and a Half Men war Cyrus in zwei Episoden als Missi, eine alte Familienfreundin von Walden (Ashton Kutcher), zu sehen.
2013 erschienen Kollaborationen mit Cyrus: Neben ihren Albumaufnahmen sang sie bei dem Rock-Mafia-Song Morning Sun mit, des Weiteren bei Decisions mit Borgore, Ashtrays and Heartbreaks mit Snoop Dogg, Fall Down mit will.i.am, 23 mit Mike Will Made It und bei dem Lied Twerk zusammen mit Lil Twist und Justin Bieber.

### Bangerz,Miley Cyrus & Her Dead PetzundThe Voice(2013–2016)

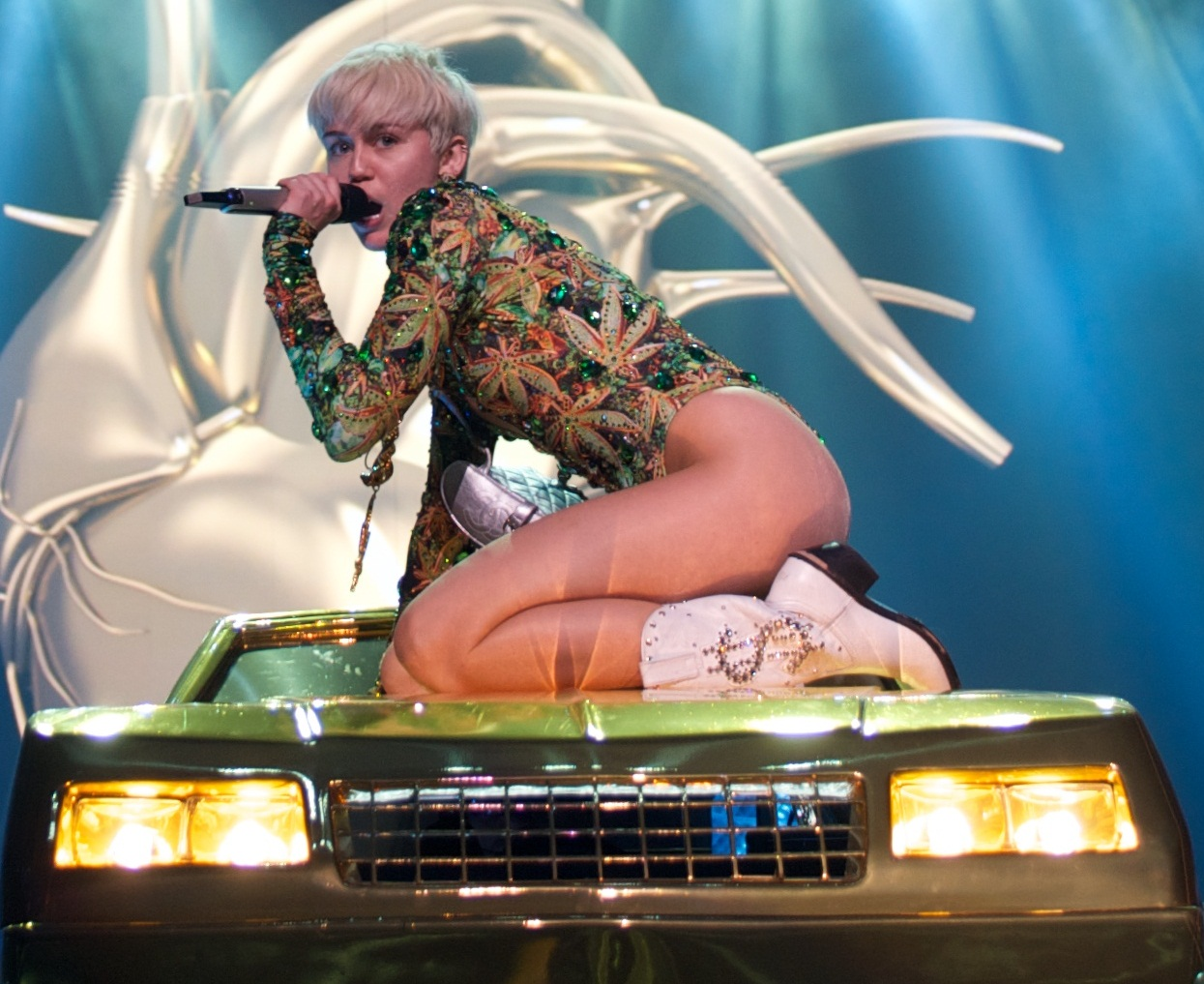
Miley Cyrus, 2014

Ihre erste Single von dem im Oktober erschienenen Album Bangerz heißt We Can’t Stop und wurde im Juni 2013 veröffentlicht. Ihr dazugehöriges Musikvideo wurde wenige Tage später veröffentlicht. Während es der Song bis auf Platz 2 der Billboard Hot 100 schaffte, gelang ihr mit der zweiten Single Wrecking Ball Mitte September ihr erster Nummer-eins-Erfolg in den USA. Das Musikvideo wurde in 24 Stunden mehr als 19 Millionen Mal angesehen, nach sechs Tagen erreichte es 100 Millionen Klicks.
Zudem gewann sie im Folgejahr den Preis für das Video des Jahres bei den MTV Video Music Awards und holte dafür einen Obdachlosen auf die Bühne, um den Preis entgegenzunehmen. Bei dieser Aktion machte sie auf die verstärkte Obdachlosigkeit von jungen Menschen auf den Straßen von Los Angeles aufmerksam. Im Vorjahr sorgte ihr Auftritt mit dem Sänger Robin Thicke für weltweites Aufsehen. Die Sängerin polarisierte in dieser Zeit mit exzentrischen Auftritten. 2015 war Cyrus mit dem von Linda Perry geschriebenen Song Hands of Love am Soundtrack zu dem Film Freeheld – Jede Liebe ist gleich (Freeheld) beteiligt.
Nachdem sie 2015 die MTV Video Music Awards selbst hatte moderieren dürfen, veröffentlichte sie ihr neues Album Miley Cyrus & Her Dead Petz, das kostenlos zum Download auf der Streaming-Plattform SoundCloud freigegeben wurde. Das Album erhielt für seinen alternativen Sound hauptsächlich positive Kritiken. Im Februar 2016 verkündete Cyrus, in der 10. Staffel von The Voice als Beraterin der Jury zu agieren. Im März 2016 kündigte sie an, dass sie in der 11. Staffel der Show als Jurorin in der Jury sitzen werde.

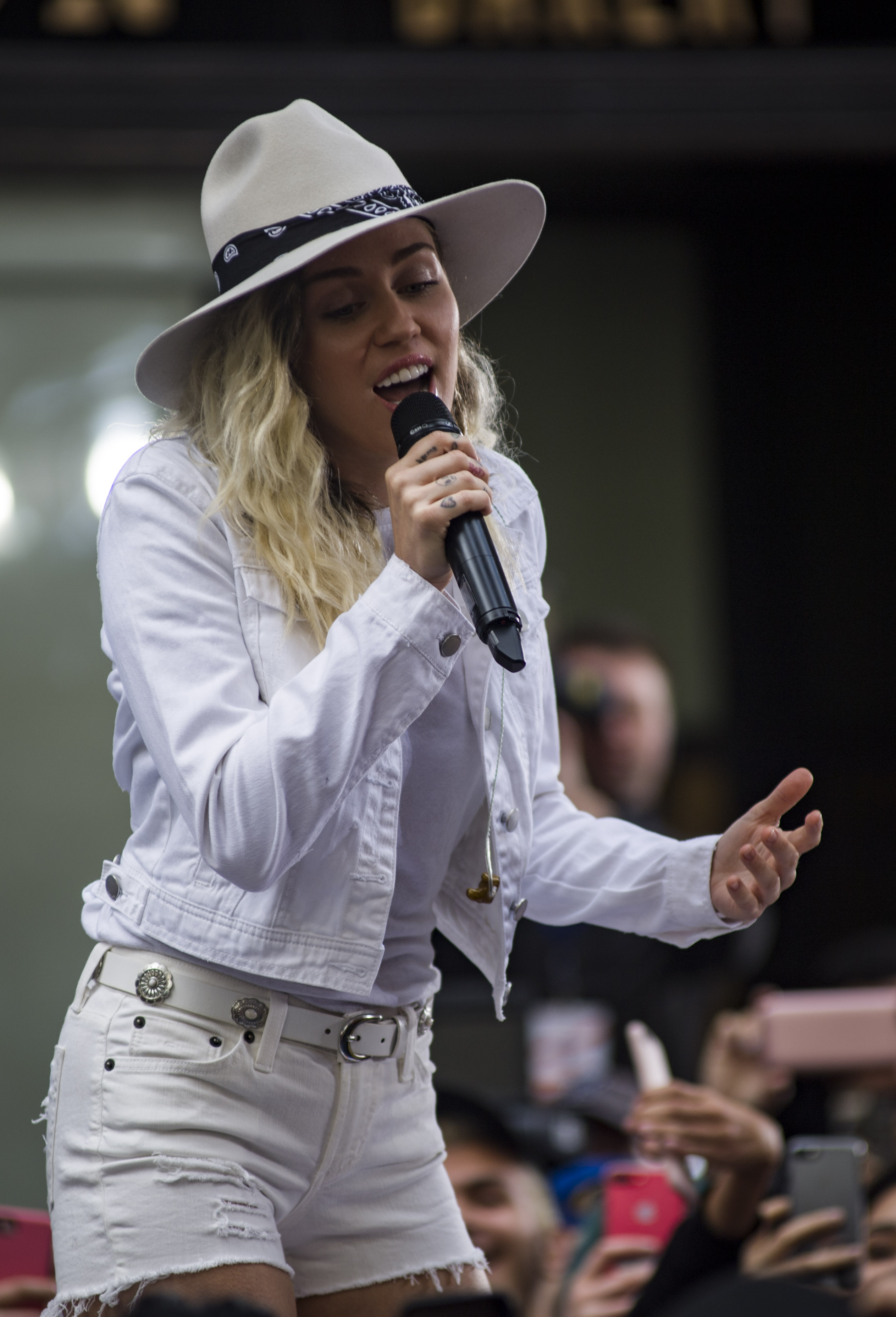
Cyrus im Jahr 2017 bei The Today Show

### Younger Now(2017–2019)
Im Mai 2017 veröffentlichte Cyrus mit Malibu die erste Single ihres sechsten Studioalbums Younger Now, das im September erschien. Die zweite Singleauskopplung war Younger Now. In der Ellen DeGeneres Show teilte sie mit, dass sie 500.000 US-Dollar an die Opfer von Hurrikan Harvey spendet. Mit der von ihr gegründeten gemeinnützigen Organisation, der Happy Hippies Foundation, sammelt sie seit August zudem Spenden für die Katastrophenopfer. Die bisherigen Spenden waren für Obdachlose und LGBT-Personen gesammelt worden. Im November 2018 erschien die in Zusammenarbeit mit Mark Ronson aufgenommene Single Nothing Breaks Like a Heart. Im März 2019 war sie als Gastjurorin bei RuPaul’s Drag Race zu sehen.
Anfang Juni 2019 erschien die fünfte Staffel der Netflix-Serie Black Mirror. In der dritten Folge spielte sie die Hauptrolle der Sängerin Ashley O. Unter diesem Namen veröffentlichte sie auch die Single On a Roll. Im September 2019 veröffentlichte Cyrus zusammen mit Lana Del Rey und Ariana Grande die Single Don’t Call Me Angel. Hierbei handelt es sich um den offiziellen Soundtrack zu Charlie’s Angels.

### Plastic Hearts(2020–2022)
Im August 2020 erschien Cyrus’ Single Midnight Sky als erste Singleauskopplung aus ihrem im November erschienenen Studioalbum Plastic Hearts mit dazugehörigem Musikvideo. Sie coverte viele Rock-Klassiker von Künstlern wie The Cranberries, Blondie und Stevie Nicks, mit der sie auch einen Remix zu Midnight Sky veröffentlichte. Die zweite Single des Albums, Prisoner, erschien im November 2020 und wurde von Cyrus gemeinsam mit Dua Lipa aufgenommen.
Im Februar 2021 gab Cyrus im Rahmen der ersten TikTok-Tailgate-Show in Tampa ein Konzert für 7.500 gegen COVID-19 geimpfte Mitarbeiter des Gesundheitswesens. Das Konzert wurde vor dem Super Bowl LV von TikTok und CBS ausgestrahlt. Im März 2021 unterschrieb Cyrus einen Plattenvertrag mit Columbia Records.
Im April 2021 wurde Cyrus’ Remix zu Without You von The Kid Laroi gemeinsam mit einem Musikvideo, bei dem Cyrus Regie führte, veröffentlicht. Im Juni 2021 wurde Cyrus als Werbegesicht für die neue weltweite Kampagne von Magnum angekündigt. Kurz darauf war sie in einer Werbekampagne für Guccis neues Parfüm Gucci Flora Gorgeous Gardenia zu sehen.
Cyrus arbeitete mit Elton John, WATT, Yo-Yo Ma, Robert Trujillo und Chad Smith für eine Coverversion von Nothing Else Matters zusammen, die im Juni 2021 veröffentlicht wurde und auf dem Tributealbum The Metallica Blacklist erschien. Der Song erschien im Oktober zudem auf Elton Johns Album The Lockdown Sessions.

### Endless Summer Vacation(2023–2024)
Im März 2023 erschien Cyrus’ Album Endless Summer Vacation, ihr erstes Album bei Columbia Records. Bereits im Januar 2023 war die Single Flowers ausgekoppelt worden, für die sie bei den Grammy Awards 2024 mit einem Grammy in den Kategorien beste Solo-Pop-Darbietung und Beste Single (Record of the Year) ausgezeichnet wurde.

### Something Beautiful (2025)
Im Mai 2025 wurde ihr neuntes Studioalbum, Something Beautiful, veröffentlicht. Bereits im März waren der Song Prelude und das Titellied des Albums, Something Beautiful,  ausgekoppelt worden. Die offizielle erste Single des Albums trägt den Titel End of the World; sie wurde im April 2025 veröffentlicht. Ein zum Album gehöriger gleichnamiger Film wurde im Juni 2025 beim Tribeca Film Festival präsentiert. Cyrus fungierte für den Film als Produzentin, Regisseurin sowie Drehbuchautorin und verkörperte die Hauptrolle.

## Soziales Engagement
Im Juli 2008 gründete Miley Cyrus zu Ehren ihres verstorbenen Großvaters Ron Cyrus die Benefiz-Organisation The Pappy Cyrus Family Foundation, die sich um sozial benachteiligte US-Familien kümmert, für die sie immer wieder getragene Kleidung (auch aus Hannah Montana) auf eBay versteigert. Auf ihren Tourneen besucht Cyrus in fast jedem Konzertort die Kinderabteilungen der Krankenhäuser. Für die Make-A-Wish-Foundation sammelt sie immer wieder Geld und trifft sich mit Fans, mit denen sie einen Tag verbringt.
Nach der Haiti-Katastrophe reiste Miley Cyrus für die Starkey Hearing Foundation mehrmals nach Haiti und half dort bei der Behandlung und Betreuung der schwerhörigen und tauben Erdbebenopfer unter den Kindern und Teenagern. Auch hilft sie der Organisation, Geld zu sammeln, indem sie bei deren Wohltätigkeitsveranstaltungen auftritt. Außerdem sang sie zusammen mit anderen bekannten Sängerinnen im Rahmen des Benefiz-Programms Stand Up to Cancer den Song Just Stand Up.
Des Weiteren sang sie zusammen mit anderen Disney-Stars das Lied Send It On und wirkte bei der Neuauflage von Michael Jacksons Hit We Are the World für die Haiti-Hilfe (We Are the World 25 for Haiti) mit. Auf dem Benefizkonzert One Love Manchester sang sie neben ihrem eigenen Lied Inspired das Lied Happy zusammen mit Pharrell Williams und Don’t Dream It’s Over zusammen mit Ariana Grande.
Weitere Projekte, die Cyrus unter anderem unterstützt, sind: Get Ur Good On (hat das Ziel, junge Menschen zusammenzubringen, die dann in ihren Gemeinden soziale Projekte unterstützen), Blessings in a Backpack (eine Organisation, die Kindern, die nicht genug zu essen bekommen, Lebensmittel für Wochenenden mit nach Hause gibt) und die Elton John AIDS Foundation.
2014 gründete Cyrus mit der Happy Hippie Foundation eine Organisation, die obdachlose Jugendliche, Mitglieder der LGBTQ-Gemeinschaft und weitere oft schutzlose Personengruppen unterstützt. Nachdem Cyrus’ Haus in Malibu 2018 durch die Waldbrände in Kalifornien komplett zerstört worden war, halfen Cyrus und ihr damaliger Ehemann Liam Hemsworth ihrer Gemeinde dabei, die Malibu Foundation für Hilfsmaßnahmen zu gründen. Mit Hilfe der Happy Hippie Foundation spendeten Cyrus und Hemsworth 500.000 US-Dollar an die Malibu Foundation.
Im August 2017 erzählte Cyrus in einem Interview mit Ellen DeGeneres, dass sie 500.000 US-Dollar für die Opfer des Hurrikan Harvey spende. 2019 trat Cyrus beim Sunny Hill Festival in Pristina auf. Das Festival dient dazu, Spenden für Personen mit finanziellen Schwierigkeiten im Kosovo zu sammeln.

## Cyrus als Mode-Designerin
Im ersten Halbjahr 2009 entwarf Cyrus mit professioneller Unterstützung des Designers Max Azria eine eigene Modelinie für Tweens und junge Teenager. Diese konnte man nur bei der Supermarktkette Walmart beziehen. Die Modelinie Miley Cyrus & Max Azria Clothing Line wurde dort ab Juni zusammen mit der EP The Time of our Lives und dem Kartenvorverkauf ihrer Wonder World Tour, deren Hauptsponsor Walmart war, promotet. Ein Jahr später kam eine Nachfolgekollektion (Miley Cyrus & Max Azria new Clothing-Line) auf den Markt, die es wieder nur bei Walmart zu kaufen gibt.
2017 kündigte Cyrus an, für Converse vegane Sneaker zu entwerfen und veröffentlichte erste Entwürfe auf Instagram. Die Kollektion Miley Cyrus X Converse zeichnet sich vor allem durch glitzernde Sohlen aus und wurde im Mai 2018 veröffentlicht.

## Skandale und Image

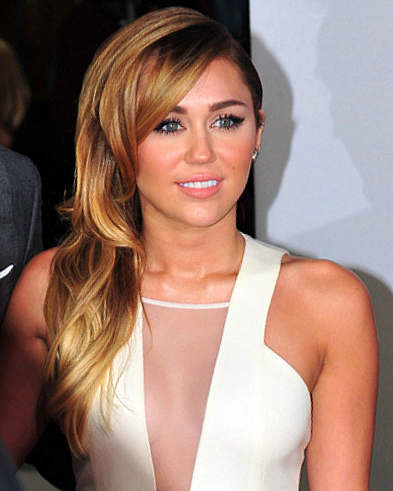
Miley Cyrus, 2012

Für Aufsehen sorgte Cyrus, als sie sich im Frühjahr 2008 für Vanity Fair nur mit einem Seidentuch verhüllt ablichten ließ sowie Anfang 2009, als sie ein Partyfoto online stellte, auf dem sie hinter einem asiatischen Freund mit zu Schlitzen verzogenen Augen zu sehen ist. Dies rief die Organization of Chinese Americans auf den Plan, die ihre Ehre als verletzt ansah und Cyrus auf vier Millionen Dollar verklagte. Die Forderung wurde fallengelassen, nachdem Cyrus sich persönlich entschuldigt hatte.
2013 kritisierte Cyrus in einem Interview, dass über Produkte für junge Leute von Menschen entschieden werde, die dafür 40 Jahre zu alt seien und sagte, es könne nicht sein, dass „dieser 70 Jahre alte Jude, der seinen Schreibtisch nie verlässt, mir sagt, was in den Clubs angesagt ist“. Auf Spiegel Online wurde sie dafür kritisiert, dass sie, offenbar ohne eine konkrete Person gemeint zu haben, die „klassische Form des antisemitischen Klischees“ bedient habe.
Im November 2013 zündete Cyrus bei der 20. Preisverleihung der MTV Europe Music Awards während ihrer Dankesrede einen Joint an. Bei ihrem Auftritt präsentierte sie ihren eigenen Song We Can’t Stop, bei dem sie mit der Zunge rollte und sich in den Schritt griff. Dabei trug sie einen Badeanzug mit Comicfiguren-Aufdruck. Beim Auftritt des Sängers Robin Thicke mit seinem Hit Blurred Lines tanzte sie dabei in einem Bikini mit einem ihrer Hautfarbe ähnlichem Ton. Cyrus deutete an, sich mit einem Schaumstoff-Finger selbst zu befriedigen und damit am Hosenstall des Sängers herumzufingern, und stellte dabei verschiedene Sexposen dar.

## Einnahmen
2008 wurde Cyrus erstmals in der Forbes-Celebrity-100-Liste geführt, in der jedes Jahr die 100 einflussreichsten Menschen der Welt ausgezeichnet werden. Die Liste des Forbes Magazine beruht auf verschiedenen Daten, wie zum Beispiel dem Einkommen, der Anzahl der Treffer bei Google, der Anhängerschaft, der Präsenz in der Öffentlichkeit und Magazin-Covers. In der Liste, die den Zeitraum von Juni 2007 bis Juni 2008 abdeckte, erreichte sie mit einem Einkommen von rund 25 Mio. Dollar Rang 35. Im April desselben Jahres wurde berichtet, dass Cyrus der reichste Teenager der Welt und ihr Franchise bis zum Ende des Jahres eine Milliarde Dollar wert sei.
2009 erreichte sie in der Forbes-Celebrity-100-Liste Platz 29, wobei ihr Einkommen ebenfalls 25 Mio. Dollar betrug. Ein Jahr später, 2010, wurde sie auf Platz 13 dieser Liste geführt, diesmal mit einem Einkommen von rund 48 Mio. Dollar. In diesem Jahr war sie zudem die viertreichste prominente Person unter 30 Jahren, wie die The-12-Best-Paid-Celebs-Under-30-Liste, die ebenfalls auf den Daten des Forbes Magazines beruht, festhielt. Zudem war sie auf dieser Liste die jüngste Person. 2011 wurde sie erstmals seit drei Jahren nicht mehr in dieser Liste geführt.
2010 wurde bekannt, dass Cyrus pro Episode der Serie Hannah Montana circa 15.000 Dollar erhielt. Damit rangiert sie hinter Angus T. Jones (250.000 Dollar/Episode), Miranda Cosgrove (180.000 Dollar/Episode) und anderen auf Rang sechs dieser Liste, die die höchstbezahlten Teenager im amerikanischen Fernsehen ermittelte. 2010 platzierte sie sich im Alter von 17 Jahren zudem auf Rang 19 der Top 20 World’s Richest Female Singers Of All Time. Dabei soll sie 100 Mio. Dollar in fünf Jahren eingenommen haben. Auf dieser Liste war sie ebenfalls die Jüngste. 2011 stand sie mit 120 Mio. Dollar auf Platz eins der Liste Top 10 Richest Teens In Hollywood, welche die reichsten Teenager in Hollywood auszeichnete.

## Diskografie
Studioalben

| Jahr | Titel Musiklabel                                           | Höchstplatzierung, Gesamtwochen, AuszeichnungChartplatzierungen (Jahr, Titel, Musiklabel, Platzierungen, Wochen, Auszeichnungen, Anmerkungen) | Höchstplatzierung, Gesamtwochen, AuszeichnungChartplatzierungen (Jahr, Titel, Musiklabel, Platzierungen, Wochen, Auszeichnungen, Anmerkungen) | Höchstplatzierung, Gesamtwochen, AuszeichnungChartplatzierungen (Jahr, Titel, Musiklabel, Platzierungen, Wochen, Auszeichnungen, Anmerkungen) | Höchstplatzierung, Gesamtwochen, AuszeichnungChartplatzierungen (Jahr, Titel, Musiklabel, Platzierungen, Wochen, Auszeichnungen, Anmerkungen) | Höchstplatzierung, Gesamtwochen, AuszeichnungChartplatzierungen (Jahr, Titel, Musiklabel, Platzierungen, Wochen, Auszeichnungen, Anmerkungen) | Anmerkungen                                                  |
| Jahr | Titel Musiklabel                                           | DE | AT | CH | UK | US | Anmerkungen                                                  |
| ---- | ---------------------------------------------------------- | --- | --- | --- | --- | --- | ------------------------------------------------------------ |
| 2007 | Meet Miley Cyrus a Hollywood Records • Walt Disney Records | DE35 (15 Wo.)DE | AT13 (17 Wo.)AT | CH69 (12 Wo.)CH | UK— b GoldUK | US1 ×4Vierfachplatin · (65 Wo.)US | Erstveröffentlichung: 26. Juni 2007 Verkäufe: + 9.800.000    |
| 2008 | Breakout Hollywood Records                                 | DE16 Gold · (44 Wo.)DE | AT12 Gold · (28 Wo.)AT | CH25 (29 Wo.)CH | UK10 Platin · (38 Wo.)UK | US1 ×2Doppelplatin · (48 Wo.)US | Erstveröffentlichung: 22. Juli 2008 Verkäufe: + 6.200.000    |
| 2010 | Can’t Be Tamed Hollywood Records                           | DE4 (19 Wo.)DE | AT2 (13 Wo.)AT | CH3 (14 Wo.)CH | UK8 Silber · (8 Wo.)UK | US3 (15 Wo.)US | Erstveröffentlichung: 18. Juni 2010 Verkäufe: + 1.575.000    |
| 2013 | Bangerz RCA Records                                        | DE9 (16 Wo.)DE | AT4 Gold · (16 Wo.)AT | CH7 (18 Wo.)CH | UK1 Gold · (30 Wo.)UK | US1 ×3Dreifachplatin · (53 Wo.)US | Erstveröffentlichung: 4. Oktober 2013 Verkäufe: + 4.500.000  |
| 2015 | Miley Cyrus & Her Dead Petz Smiley Miley Inc.              | — | — | — | — | — | Erstveröffentlichung: 30. August 2015                        |
| 2017 | Younger Now RCA Records                                    | DE16 (2 Wo.)DE | AT8 (3 Wo.)AT | CH11 (4 Wo.)CH | UK8 (3 Wo.)UK | US5 Gold · (8 Wo.)US | Erstveröffentlichung: 29. September 2017 Verkäufe: + 635.000 |
| 2020 | Plastic Hearts RCA Records                                 | DE15 (20 Wo.)DE | AT8 (18 Wo.)AT | CH4 Gold · (17 Wo.)CH | UK4 Gold · (28 Wo.)UK | US2 (34 Wo.)US | Erstveröffentlichung: 27. November 2020 Verkäufe: + 445.000  |
| 2023 | Endless Summer Vacation Columbia Records                   | DE2 (45 Wo.)DE | AT1 (16 Wo.)AT | CH1 Gold · (13 Wo.)CH | UK1 Gold · (15 Wo.)UK | US3 Platin · (59 Wo.)US | Erstveröffentlichung: 10. März 2023 Verkäufe: + 1.665.000    |
| 2025 | Something Beautiful Columbia Records                       | DE4 (5 Wo.)DE | AT1 (… Wo.)AT | CH3 (5 Wo.)CH | UK3 (… Wo.)UK | US4 (2 Wo.)US | Erstveröffentlichung: 30. Mai 2025                           |

## Filmografie (Auswahl)
- 2001–2003: Doc (Fernsehserie, 3 Folgen, verschiedene Rollen)
- 2003: Big Fish
- 2006: Hotel Zack & Cody (The Suite Life of Zack and Cody, Fernsehserie, Folge 2x20)
- 2006–2011: Hannah Montana (Fernsehserie)
- 2007: Kuzco’s Königsklasse (The Emperor’s New School, Fernsehserie, 2 Folgen, Stimme)
- 2007: Tauschrausch (The Replacements, Fernsehserie, Folge 2x05, Stimme)
- 2007: High School Musical 2 (Cameo)
- 2008: Hannah Montana & Miley Cyrus: Best of Both Worlds Concert
- 2008: Bolt – Ein Hund für alle Fälle (Bolt, Stimme von Penny)
- 2009: Die Zauberer an Bord mit Hannah Montana (Wizards on Deck with Hannah Montana)
- 2009: Hannah Montana – Der Film (Hannah Montana: The Movie)
- 2009: Zack & Cody an Bord (The Suite Life on Deck, Fernsehserie, Folge 1x21)
- 2010: Sex and the City 2 (Cameo)
- 2010: Mit Dir an meiner Seite (The Last Song)
- 2011: Justin Bieber: Never Say Never (als sie selbst)
- 2012: LOL
- 2012: Punk’d (Fernsehserie, 2 Folgen, als sie selbst)
- 2012: Two and a Half Men (Fernsehserie, Folge 10x4 und 10x7)
- 2012: So Undercover
- 2015: Die Highligen Drei Könige (The Night Before)
- 2015: A Very Murray Christmas
- 2016: The Voice (als Coach)
- 2016: Crisis in Six Scenes
- 2017: Guardians of the Galaxy Vol. 2
- 2019: Black Mirror (Fernsehserie, Episode 5x03)
- 2023: Miley Cyrus – Endless Summer Vacation (Backyard Sessions)
- 2024: Drive-Away Dolls (Cameo)

## Deutsche Synchronstimme
Die deutsche Synchronstimme von Miley Cyrus wird üblicherweise von Shandra Schadt gesprochen. In dem Animationsfilm Bolt – Ein Hund für alle Fälle wird diese Aufgabe jedoch von Luisa Wietzorek übernommen.

## Tourneen
- Best of Both Worlds Tour (2007–08)
- Wonder World Tour (2009)
- Gypsy Heart Tour (2011)
- Bangerz Tour (2014)
- Milky Milky Milk Tour (2015)
- Attention Tour (2022)

## Auszeichnungen
Im Jahr 2007 verdiente Miley Cyrus 18,2 Mio. US-Dollar. Im selben Jahr belegte sie Platz 17 der Forbes-Liste in der Kategorie bestverdienende Jungstars unter 25 Jahre. Zwischen Juni 2007 und Juni 2008 erhielt sie Gagen in Höhe von 15 bis 25 Mio. US-Dollar und rangierte damit hinter Daniel Radcliffe (19 bis 25 Mio. US-Dollar) auf Platz zwei.
Mittlerweile existiert eine Wachsfigur von Miley Cyrus, die als Leihgabe von Madame Tussauds bis zum 19. April 2009 im Wachsfigurenkabinett in Berlin zu sehen war.
2024 wurde Cyrus mit 31 Jahren als bislang jüngste Disney-Legende ausgezeichnet.